# 紀元前724年
紀元前724年（きげんぜん724ねん）は、西暦（ローマ暦）による年。紀元前1世紀の共和政ローマ末期以降の古代ローマにおいては、ローマ建国紀元30年として知られていた。紀年法として西暦（キリスト紀元）がヨーロッパで広く普及した中世時代初期以降、この年は紀元前724年と表記されるのが一般的となった。

## 他の紀年法
- 干支 : 丁巳
- 中国
  - 周 - 平王47年
  - 魯 - 恵公45年
  - 斉 - 釐公7年
  - 晋 - 孝侯16年
  - 秦 - 文公42年
  - 楚 - 武王17年
  - 宋 - 穆公5年
  - 衛 - 桓公11年
  - 陳 - 桓公21年
  - 蔡 - 宣侯26年
  - 曹 - 桓公33年
  - 鄭 - 荘公20年
  - 燕 - 繆侯5年
- 朝鮮
  - 檀紀1610年
- ユダヤ暦 : 3037年 - 3038年

## できごと

### 中国
- 曲沃の荘伯が翼を攻撃し、孝侯を殺害した。翼の人はその弟の鄂侯を立てた。

## 死去
- 晋の孝侯